# 神聖家族

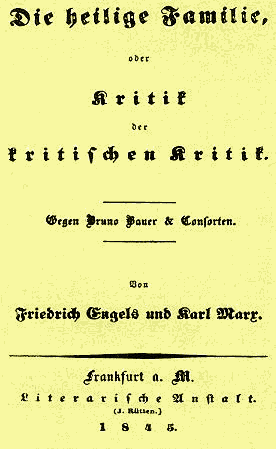
《神圣家族》，1845年版

《神圣家族，或对批判的批判所做的批判——驳布鲁诺·鲍威尔及其伙伴》（德語：Die heilige Familie, oder Kritik der kritischen Kritik. Gegen Bruno Bauer & Consorten）是一本由马克思和恩格斯在1844年11月创作的书。这本书对青年黑格尔派及其在当时学术界极其流行的思想潮流进行了批判。该书的名称是由出版商提议取的，并用作讽刺鲍威尔兄弟及其支持者。该书引发了争议并使得鲍威尔对此进行了反驳。鲍威尔称马克思和恩格斯误解了自己的说法。马克思之后在《德意志意识形态》中讨论了相关问题。